# Албрехт (IV) фон Рехберг
Албрехт (IV) фон Рехберг-Щауфенек (на немски: Albrecht (IV) von Rechberg, Herr zu Staufeneck; † 1439) е от благородническия швабски род Рехберг, господар на Хоенрехберг (при Швебиш Гмюнд) и Щауфенек (в Залах) в Баден-Вюртемберг
Той е третият син на Файт I фон Рехберг († 1416) и съпругата му Ирмела (Ирмгард) фон Тек († 1422), дъщеря на херцог Фридрих III фон Тек († 1390) и Анна фон Хелфенщайн-Блаубойрен († 1392), наследничка на Фалкенщайн. Vnuk e на Албрехт III фон Рехберг († 1408) и втората му съпруга шенка Барбара фон Ербах († 1408).
Брат е на Георг фон Рехберг († 1427), господар на Бабенхаузен (1418 – 1424), Беро I фон Рехберг († 1462), рицар, господар на Бабенхаузен (1418), Минделхайм и Келмюнц, и на Барбара фон Рехберг († 1460), омъжена между октомври 1414 и 6 февруари 1433 г. за маршал Хаупт II фон Папенхайм († 1439).
Родът фон Рехберг е издигнат 1577 г. на фрайхерен и 1607 г. на графове.

## Фамилия
Албрехт (IV) фон Рехберг-Щауфенек се жени пр. 6 декември 1435 г. за Клара фон Монфор-Тетнанг († 1440), дъщеря на граф Вилхелм IV фон Монфор-Тетнанг († 1439) и Кунигунда фон Верденберг († 1443), дъщеря на граф Албрехт III фон Верденберг-Хайлигенберг-Блуденц († 1420) и Урсула фон Шаунберг († 1412). Те имат две деца:
- Файт II фон Рехберг-Щауфенек-Фалкенщайн(† 10 август 1470), женен за Маргарета фон Щофелн († сл. 1508), дъщеря на Хайнрих фон Щофелн-Юстинген, капитан на Ротенбург, и графия Маргарета фон Еберщайн-Ной-Еберщайн († 1469); имат пет деца
- Агнес вон Речберг († 1489), омъжена на 25 юни 1451 г. в Мюнхен за Георг III фон Тьоринг,  господар в Щайн, Нойдег и Пертенщайн († 6 май 1476)

Вдовицата му Клара фон Монфор-Тетнанг се омъжва втори път на 20 септември 1439 г. в Ипхофен за Конрад IV Шенк фон Лимпург († 1482).